# Donnell Young
Donnell Brooks Young (ur. 25 kwietnia 1888 w Hanover, zm. 28 lipca 1989 w Hingham) – amerykański lekkoatleta specjalizujący się w biegach sprinterskich, olimpijczyk.
Uczestniczył w rywalizacji na V Igrzyskach olimpijskich rozgrywanych w Sztokholmie w 1912 roku. Startował tam w dwóch konkurencjach lekkoatletycznych. W biegu na 200 metrów dotarł do finału, gdzie z czasem 22,3 sek. zajął szóste miejsce. W biegu na 400 metrów został zdyskwalifikowany w biegu półfinałowym.
Rekordy życiowe: 100 jardów – 10.0 (1912); 200 metrów – 21.9 (1912); 440 jardów – 48.8 (1911).